# امینونو
امین‌اونو (ترکی استانبولی: Eminönü)

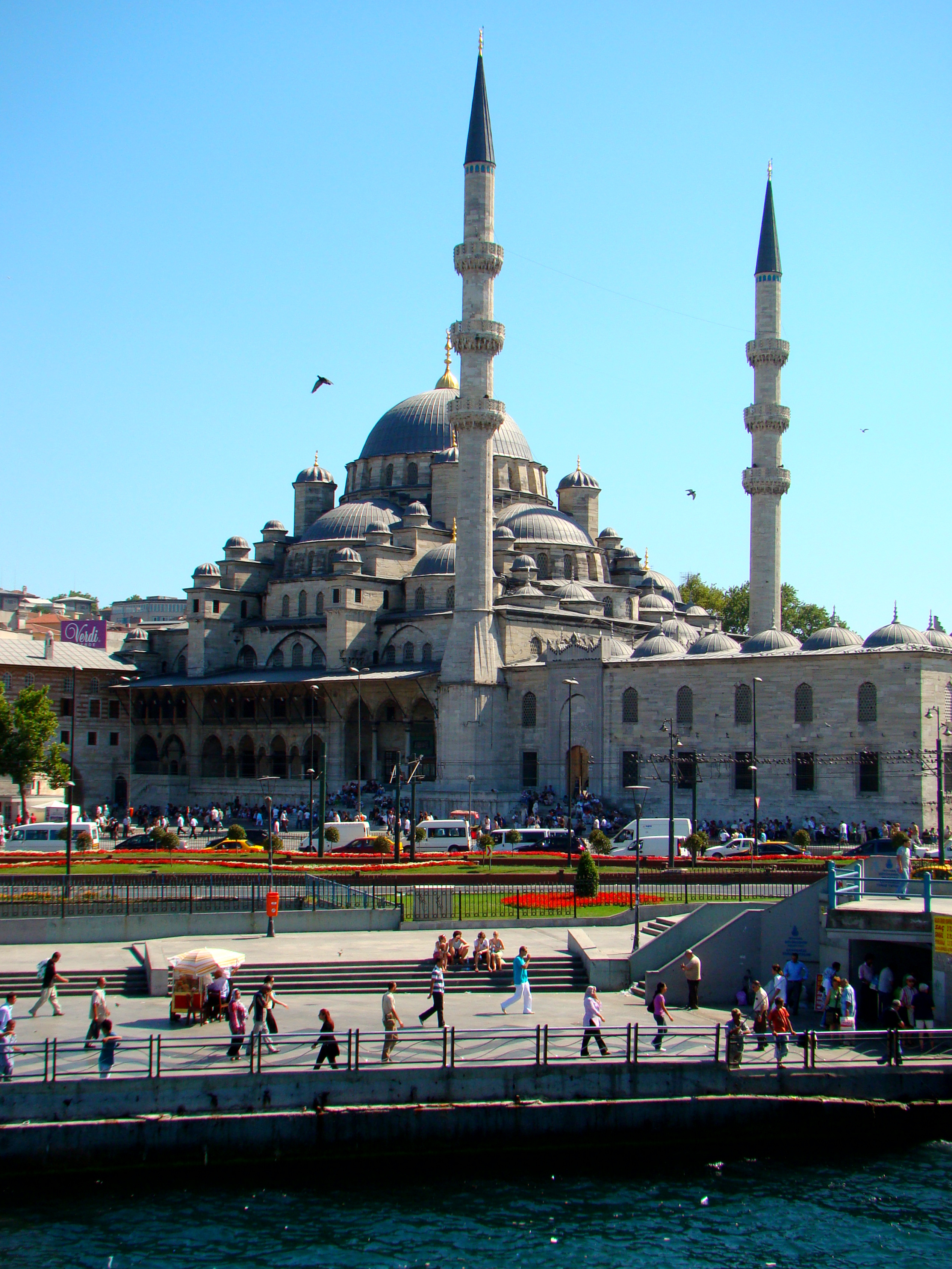

یک محله در بخش فاتح در استانبول است. این محله یکی از معروف‌ترین محله‌های در این شهر بوده که در منطقه سلطان احمد می‌باشد.
امین‌اونو که در گذشته پراما (Pérama) نامیده می‌شد، ناحیه‌ای عمدتاً بازرگانی و ساحلی در استانبول است که در منطقه فاتح و در نزدیکی محل تلاقی شاخ زرین، تنگه بسفر و دریای مرمره قرار دارد. این منطقه در بخش تاریخی شبه‌جزیرهٔ استانبول جای گرفته و از طریق پل گالاتا به کاراکوی (گالاتای تاریخی) متصل می‌شود.
امین‌اونو از سال ۱۹۲۸ تا ۲۰۰۹ بخشی از ناحیه سلطان‌احمد محسوب می‌شد، تا آن‌که این ناحیه در منطقهٔ فاتح ادغام شد. شهرداری ناحیه‌ای امین‌اونو نیز تا ۷ مارس ۲۰۰۸ به‌طور مستقل اداره می‌شد اما در این تاریخ با تصویب قانون، به‌طور رسمی در فاتح ادغام شد. این ناحیه به‌طور کامل درون دیوارهای قدیمی شهر قرار دارد و بخشی از هستهٔ تاریخی و پرجنب‌وجوش استانبول محسوب می‌شود.
میدان اصلی و شلوغ امین‌اونو در مجاورت مسجد جدید استانبول (ینی‌جامع) و بازار ادویه (مصری چارشی‌سی، چارسوی مصری) قرار دارد.
امین‌اونو یک گرهٔ اصلی در شبکهٔ حمل‌ونقل شهری است. چندین ترمینال کشتی مسافربری در امتداد ساحل این منطقه قرار دارند و خط تراموای T1 نیز در اینجا ایستگاه دارد.
در جنوب‌شرقی، امین‌اونو به سرکه‌چی می‌رسد و در شمال‌غربی با نواحی خرید تحتاکاله و کوچک‌بازار ادغام می‌شود. پشت امین‌اونو نیز منطقهٔ تجاری محمودپاشا قرار دارد. در زمانی که امین‌اونو یک ناحیهٔ مستقل بود، پس از جزایر استانبول (آدالار)، کوچک‌ترین ناحیهٔ استانبول از نظر وسعت به‌شمار می‌رفت.

## معنای نام
در دوران امپراتوری عثمانی، به دلیل استقرار دفاتر گمرک و مقام گمرکی (امین گمرک) در این ناحیه، نام آن را «امین‌اونو» گذاشتند. در ترکی، «امین» به‌معنای «امین یا مأمور گمرک» و «اونو» به‌معنای «مقابل» است. از آن‌جا که دادگاه‌ها و دفاتر گمرکی عثمانی در اسکله‌ها حضور داشتند، این نام بر آن نهاده شد. در آغاز جمهوری، امین‌اونو همراه با فاتح، ناحیهٔ مرکزی استانبول را تشکیل می‌داد.

## تاریخچه

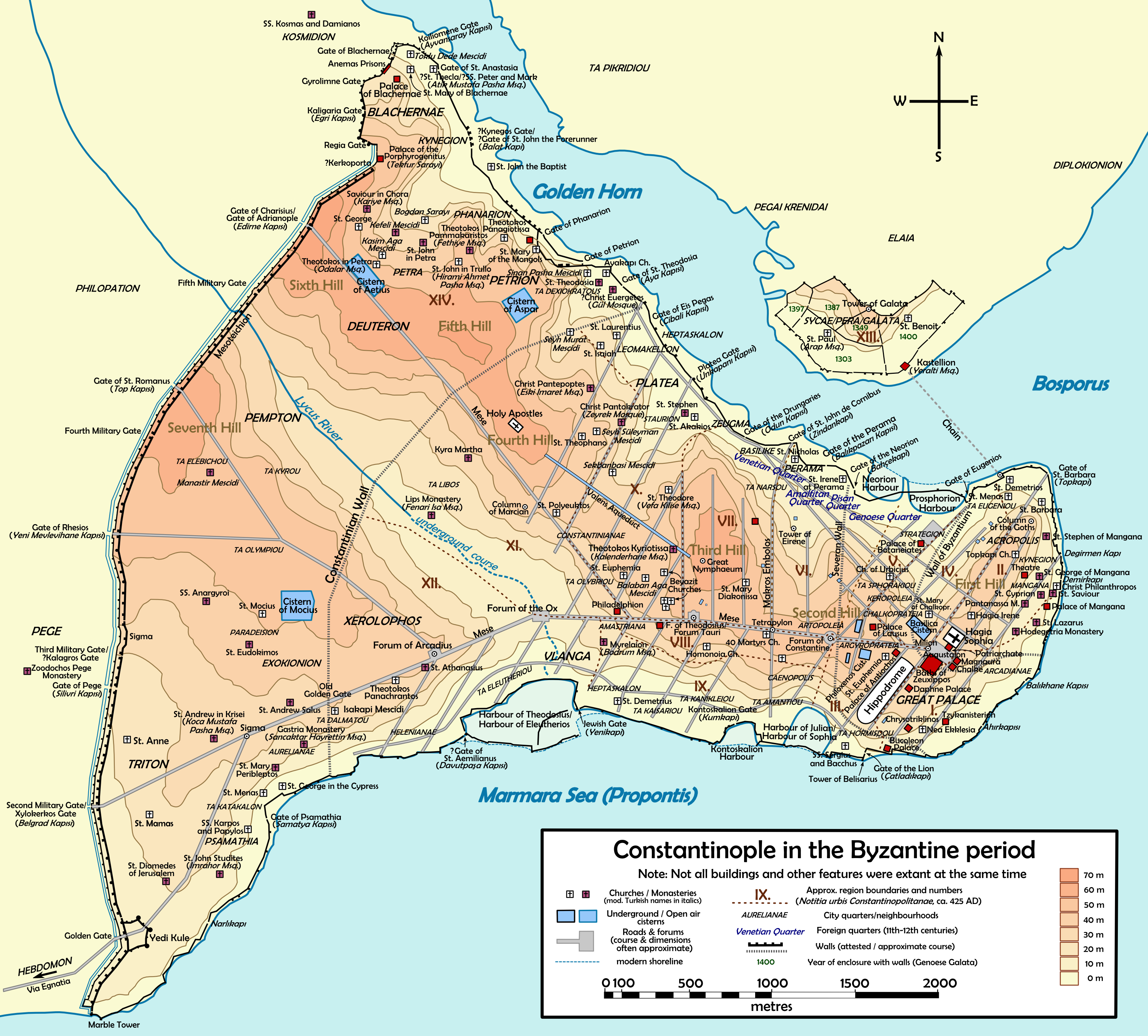
نقشه استانبول در دوره بیزانس

موقعیت امین‌اونو در کنارهٔ شاخ زرین، آن را به بندری طبیعی بدل کرده بود و شبه‌جزیرهٔ بالادستی آن نیز به‌راحتی قابل دفاع بود. این موقعیت باعث شد بیزانتیوم در این مکان بنیان نهاده شود و از همین‌جا بود که شهر رشد کرد. قدیمی‌ترین محله‌های شهر، مناطق بندری در امتداد شاخ زرین بودند.
در سدهٔ ۱۲ میلادی، بازرگانانی از ونیز، آمالفی، جنوا و پیزا در این منطقه سکونت گزیدند و اسکله‌ها و نواحی ساحلی اختصاصی خود را ایجاد کردند.
در دوره بیزانس، منطقهٔ کنونی امین‌اونو شامل نواحی نئوریون، آکروپولیس، کینگیون، آرکادیانه، هورمیسدو، آمانتیو، کینوپولیس، کانیکلئیو، نارسو، قیصریه، نانوایی‌ها، فروشندگان نقره، فروشندگان مفرغ، اولیبریو، کنستانتینیانه، آماستریانون، اوگنیوس، پراما (محل عبور کشتی به گالاتا)، زوگما، استاوریا، ولانگا و هفت‌پله بود.
براساس منابع تاریخی، این ناحیه در دوره بیزانس، بندر و ساحل بین دروازه نئوریون (دروازه باشجه) تا دروازه درونگاری (دروازه چوبی) بوده است. بیزانتیوم نخستین‌بار در اطراف کاخ توپ‌قاپی و مناطق سرای‌بورنو و سرکه‌چی امروزی بنیان نهاده شد.
در سدهٔ هفتم میلادی، لئانتیوس، امپراتور بیزانس، بندر نئوریون را پاک‌سازی کرد، اما در پی آن بیماری طاعون شیوع یافت. در سدهٔ دهم، مهاجران لاتینی، به‌ویژه جنوایی‌ها و پیزایی‌ها، نواحی پیرامون امین‌اونو و سرکه‌چی را اشغال کرده و اسکله‌های بازرگانی خود را در آنجا دایر کردند.
منطقه باغچه‌قاپی در پشت مسجد جدید بین امین‌اونو و سرکه‌چی، نام خود را از «دروازهٔ باغ» در دیوار دریایی استانبول گرفته است. در دوره بیزانس، این دروازه «پورتا نئوریون» نام داشت. به دلیل حضور گستردهٔ یهودیان در اطراف آن، به «پورتا یهودا» یا «پورتای عبری» نیز شناخته می‌شد و ترک‌ها آن را «دروازه چفیت» می‌نامیدند.
در دوره بیزانس زنجیری از این دروازه تا برج گالاتا کشیده شده‌بود. مکان کنونی آن، در خیابان آراپاچیلار در پشت مسجد جدید است.
نمای امین‌اونو در سده‌های ۱۶ و ۱۷ با ساخت مسجد جدید (۱۵۹۱) و بازار ادویه (۱۶۶۰) تغییر کرد. مسجد رستم پاشا نیز در میانهٔ سدهٔ ۱۶ برای یکی از وزرای اعظم در تحت‌القلعه ساخته شد. برای ساخت مسجد جدید، جامعه‌ای از یهودیان از امین‌اونو به هاس‌کوی منتقل شدند.
در دوران عثمانی، امین‌اونو همچنان بندری پررونق بود؛ پر از واردکنندگان، انبارداران، دریانوردان و بازرگانان با دالان‌هایی باریک، کارگاه‌ها و بازارهایی که تا کاخ توپ‌قاپی امتداد می‌یافتند. کاروانسراهای سنگی کهن هنوز در تحت‌القلعه پابرجا هستند.
در سدهٔ نوزدهم، با بهبود ارتباطات حمل‌ونقلی، چهرهٔ امین‌اونو تغییر یافت. در سال ۱۸۴۱ نخستین پل ثابت گالاتا بر شاخ زرین، امین‌اونو را به کاراکوی وصل کرد و از ۱۸۸۸، ایستگاه سیرکجی (سرکه‌چی) محل پایان قطار اکسپرس شرق از اروپا شد.
در جنگ جهانی اول، در سال ۱۹۱۸، امین‌اونو از بمباران‌های استانبول آسیب دید.
در اواخر دوران عثمانی، بناهای سنگی باشکوهی مانند اداره پست بزرگ و  چهارمین خان وقفی در این منطقه ساخته شدند.
در آغاز دوره جمهوری، فضای امین‌اونو بازطراحی شد. با حذف عوارضی در انتهای پل گالاتا، میدانی در برابر مسجد جدید ایجاد شد و جاده‌ای بین ساحل و پل آتاترک کشیده شد.

## بندر

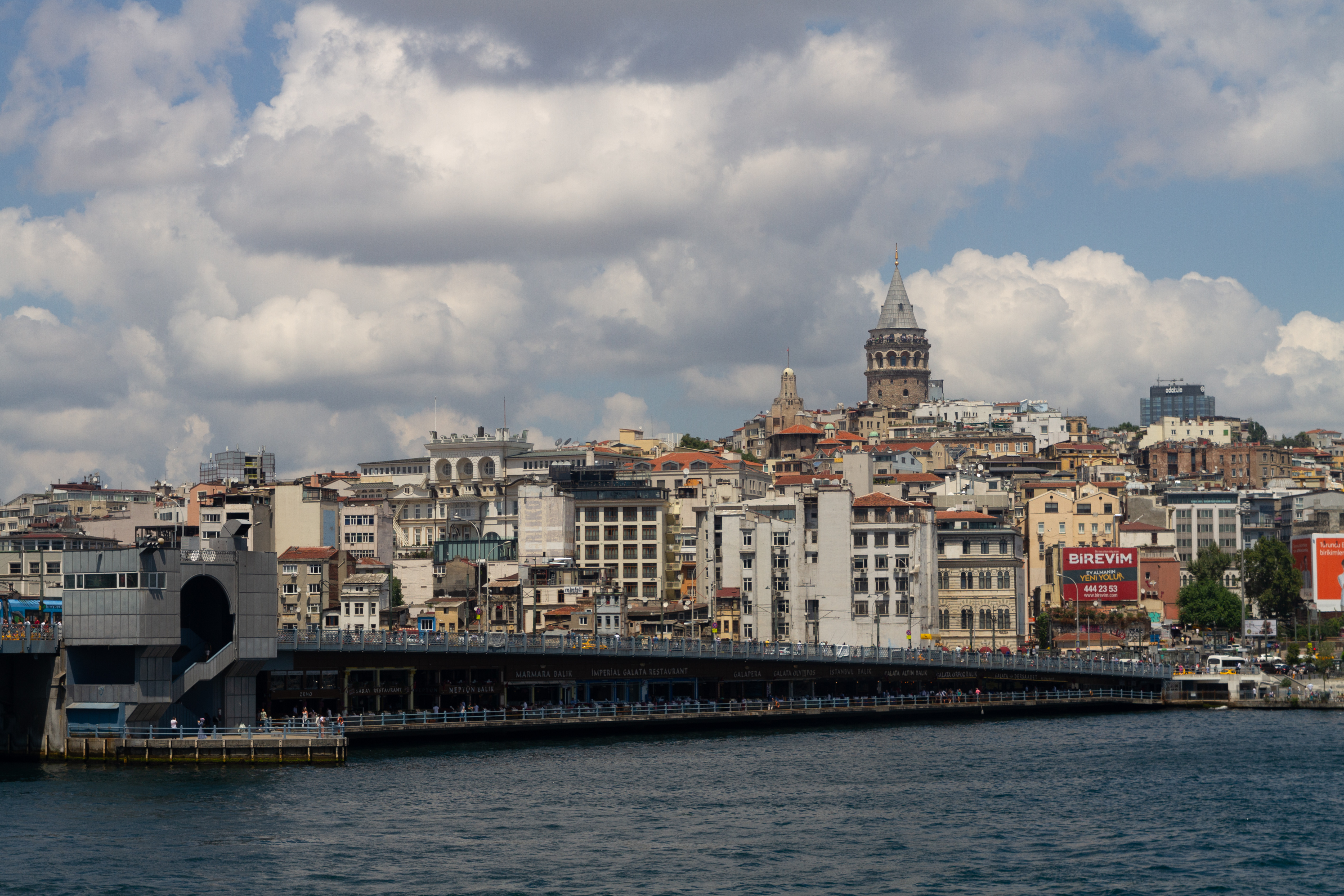
پل گالاتا

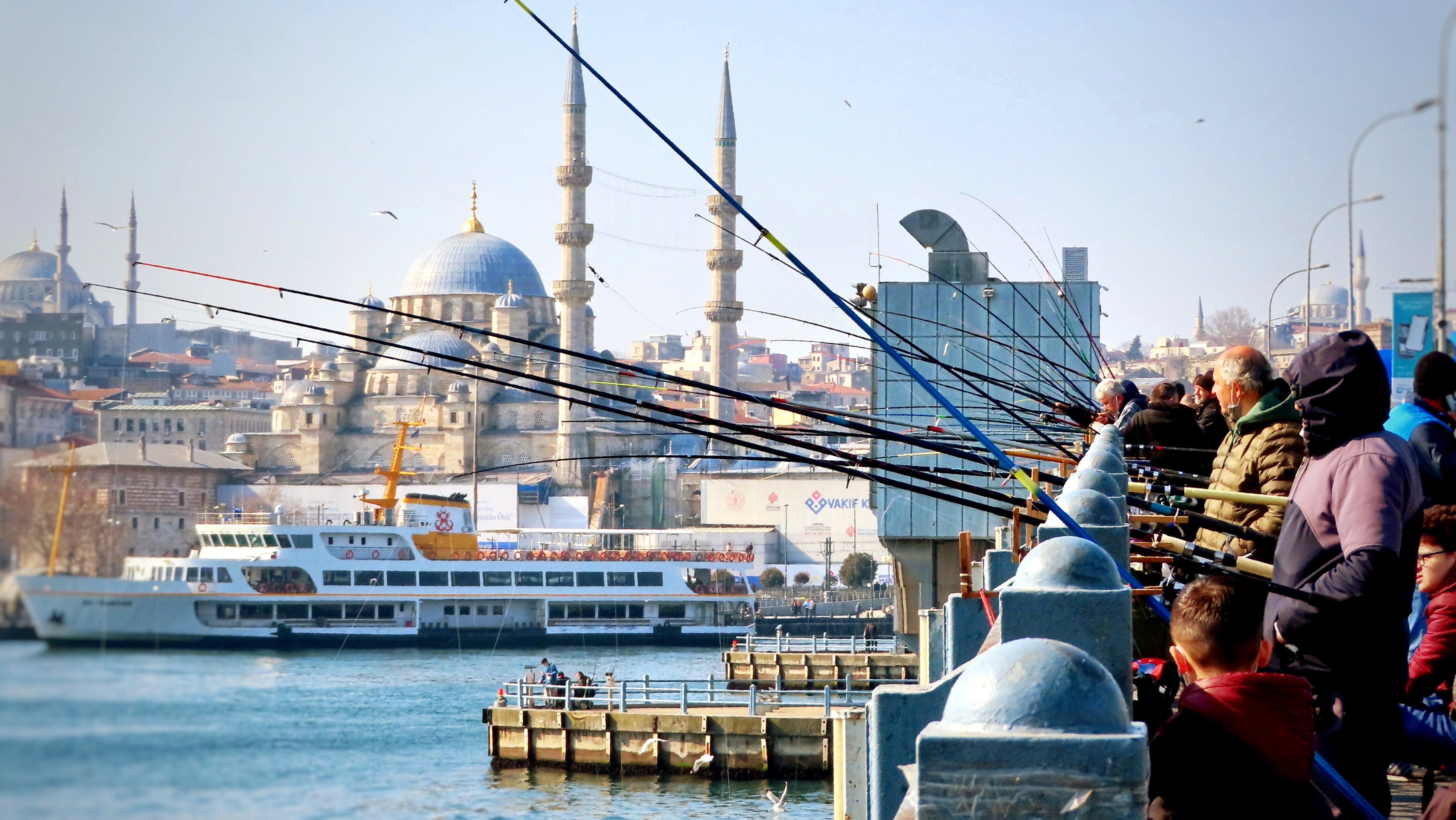
ماهیگیران بر روی پل گالاتا

امین‌اونو همراه با سرکه‌چی (سرکه‌فروش) بخش مهمی از بندر تاریخی استانبول در دهانهٔ شاخ زرین را تشکیل می‌دهد. این منطقه، افزون بر اهمیت بندری، به‌عنوان مرکز شهری مهمی نیز شناخته می‌شود و از ساختمان دانشگاه بازرگانی استانبول در مسیر اون‌قاپانی تا بازار بزرگ استانبول امتداد دارد.

## امین‌اونو در دوران معاصر

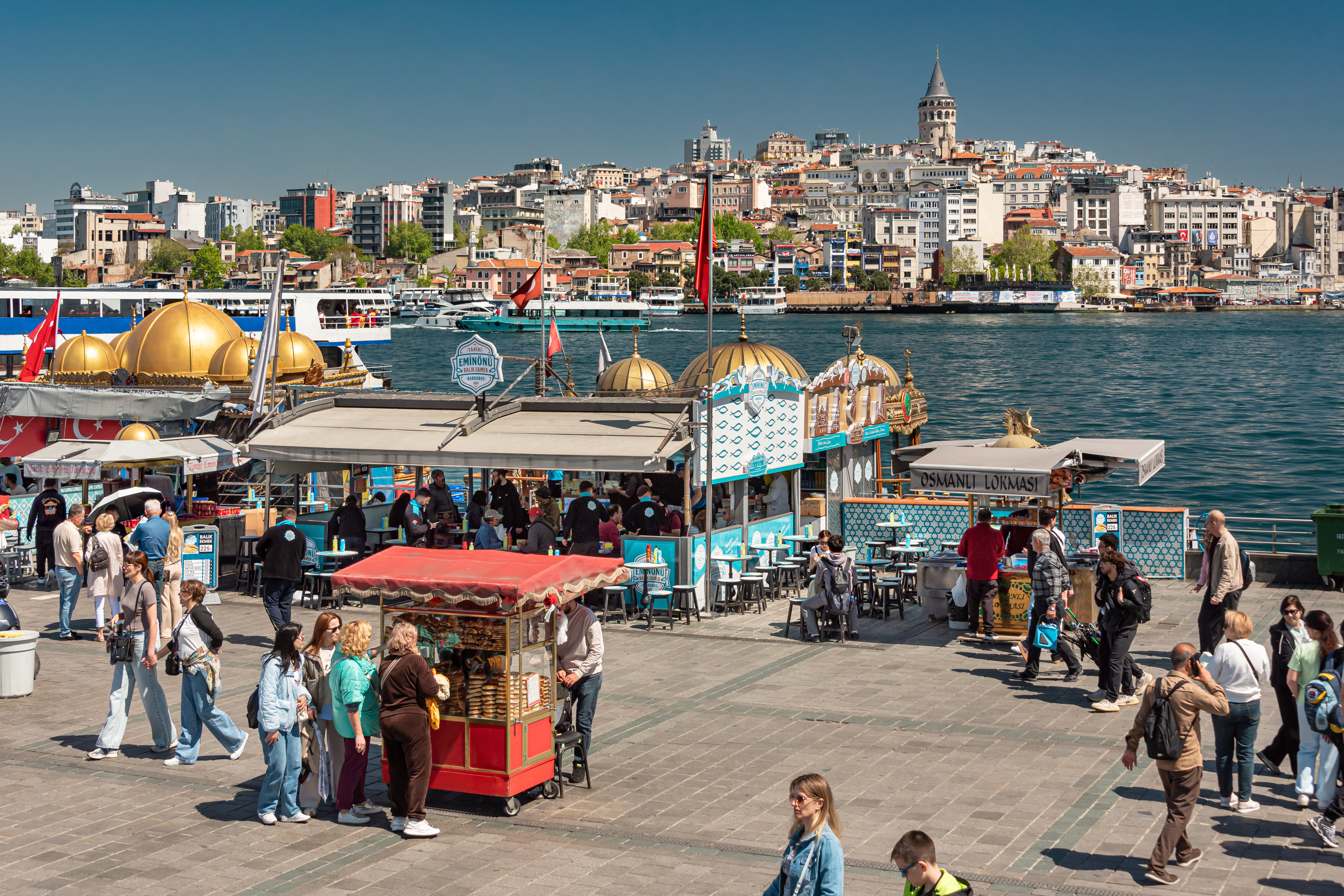
میدان امین‌اونو با قایق‌های ماهی‌فروش و برج گالاتا

امین‌اونو محل پرترددترین اسکله‌های کشتی‌رانی برای بسفر و دریای مرمره و نیز کشتی ماشین‌بر به حرم است. ایستگاه سیرکجی، محل حرکت قطارهای بین‌المللی از جمله به بخارست نیز در نزدیکی آن قرار دارد. تراموای T1 از کاباتاش به باغجیلار نیز از این منطقه می‌گذرد.
در امین‌اونو تعداد اندکی خانه وجود دارد؛ بیشتر ساختمان‌ها اداری، مغازه یا کارگاه هستند و شب‌ها منطقه‌ای خلوت است. هر روز حدود دو میلیون نفر در امین‌اونو کار می‌کنند یا از آن می‌گذرند، ولی جمعیت ساکن آن تنها حدود ۳۰٬۰۰۰ نفر است. بیشتر ساکنان امین‌اونو از طبقهٔ کارگر و مذهبی هستند.
از اواخر دههٔ ۲۰۱۰، بازسازی مسجد جدید و بازار ادویه آغاز شد که تا سال ۲۰۲۲ ادامه داشت.

## بناهای شاخص

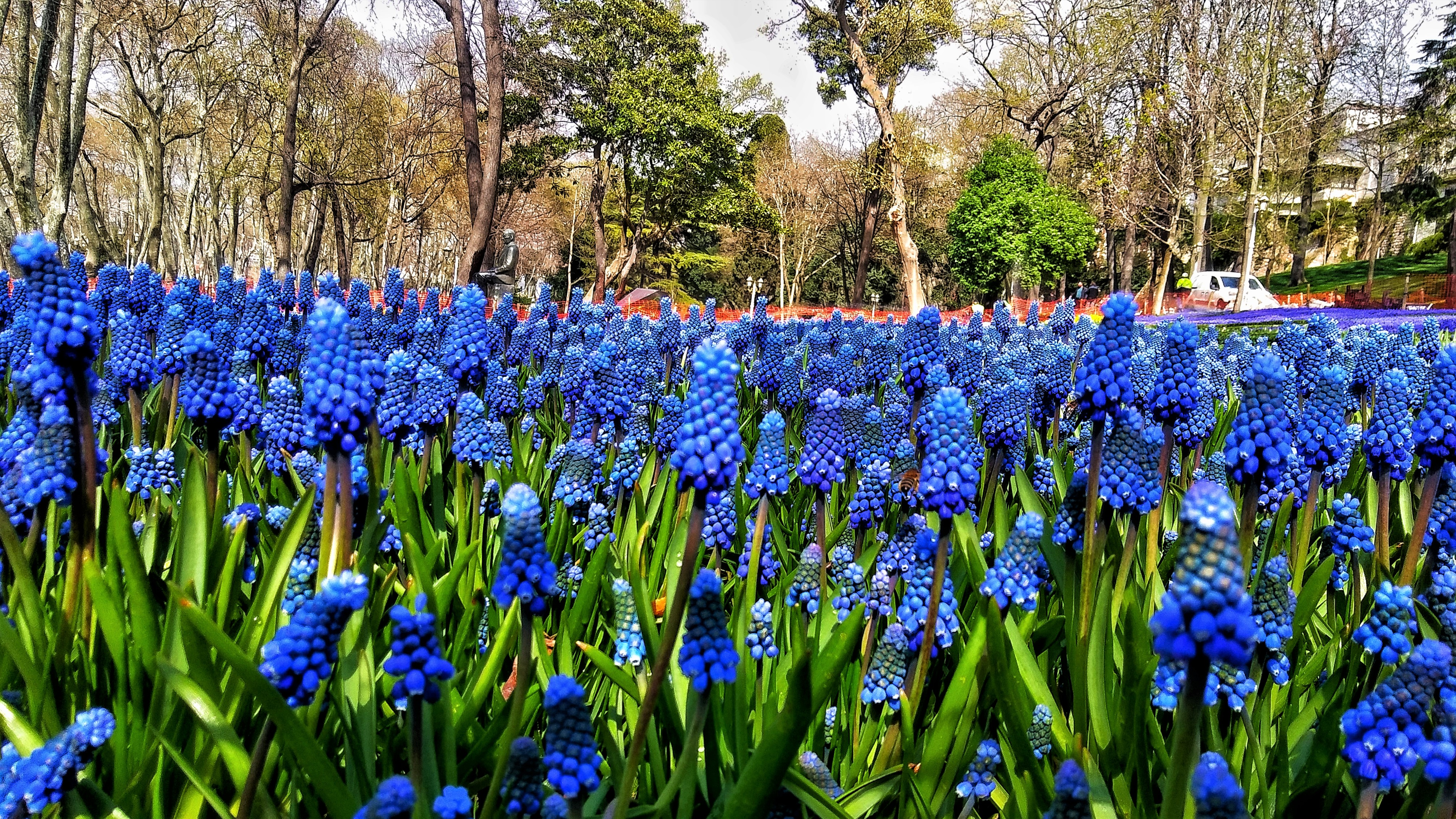
پارک گلخانه

امین‌اونو دارای بناها و مساجد تاریخی بسیاری است:
مسجد جدید استانبول (ینی‌جامی) — مسجد شاخص در کنار پل گالاتا با حیاطی باز برای غذا دادن به کبوترها
پل گالاتا — ماهیگیری بر روی پل محبوب است و رستوران‌هایی در زیر آن قرار دارند
بازار ادویه — کنار مسجد جدید و رو به آب؛ امروزه ترکیبی از ادویه و سوغات گردشگری عرضه می‌کند
پارک گلخانه — پارکی محبوب با گل‌کاری، حوض و مکان استراحت؛ در گذشته محل پرورش گل رز برای کاخ توپ‌قاپی بود
چهارمین خان وقفی — خانی (کاروانسرایی) ع اکنون به هتل پنج‌ستاره «لگسی عثمانی» تبدیل شده
آرامگاه سلطان عبدالحمید اول
موزه ایش‌بانک
آرامگاه خاتون تورخان سلطان
مسجد رستم پاشا
مسجد جدید — با معماری شاخص و تزئینات داخلی از کاشی‌های فیروزه‌ای و سفید ایزنیک
میدان امین‌اونو

## خرید

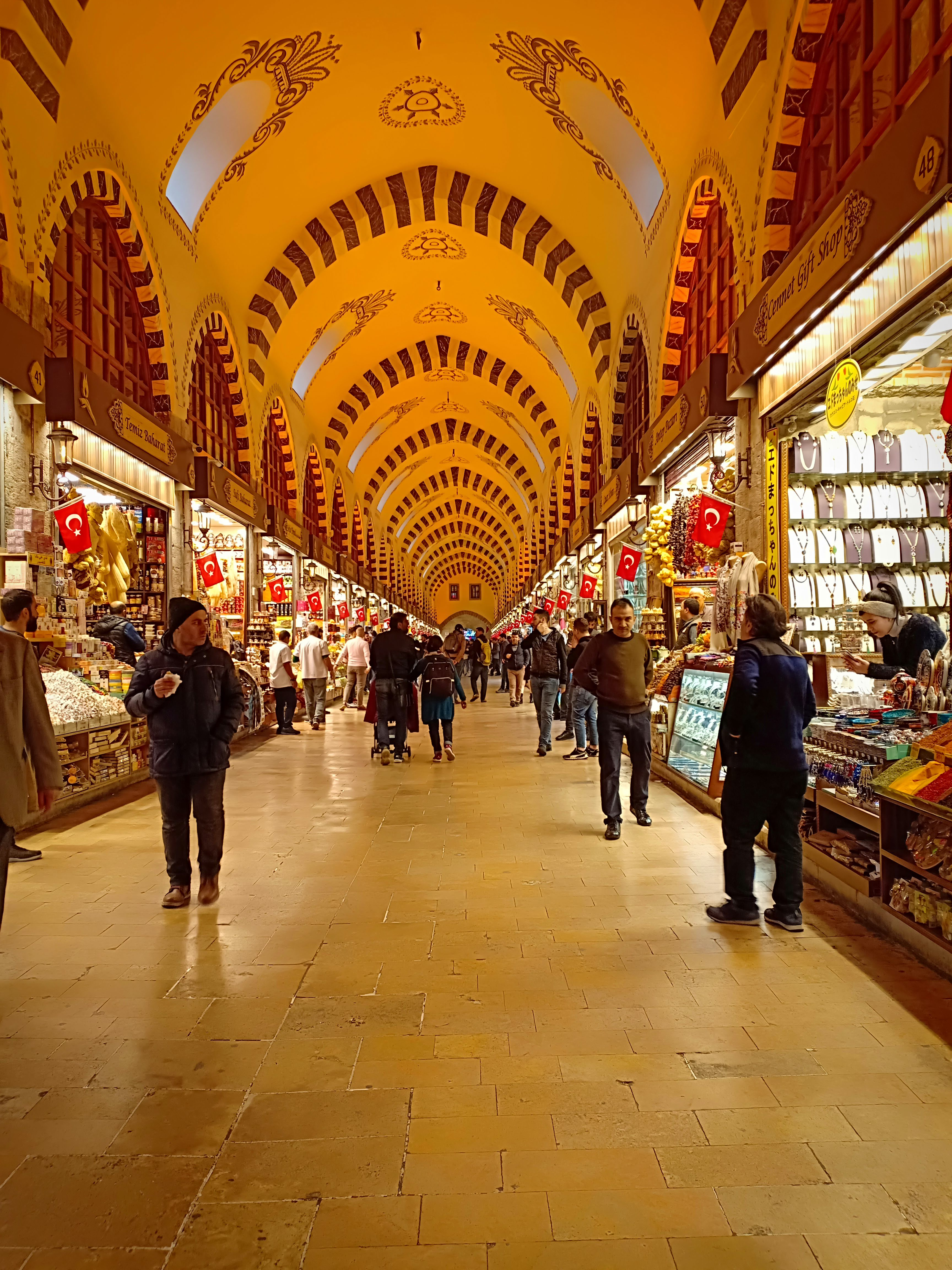
نمایی از بازار ادویه

بازار ادویه، مهم‌ترین محل خرید در منطقه است؛ با این‌که غرفه‌های سوغات گردشگری جای غرفه‌های سنتی ادویه را گرفته‌اند.
در یک‌سوی بازار، غرفه‌هایی به فروش حیوانات خانگی و وسایل باغ اختصاص دارد و در سوی دیگر، پنیر، شیرینی، میوه و سبزیجات عرضه می‌شود.
در مسیر منتهی به محمودپاشا، مغازه‌هایی برای فروش لوازم خانه، پوشاک و لباس سنتی ختنه وجود دارد.
تحت‌القلعه نیز با کاروانسراهایی که اقلام خوراکی و خانگی می‌فروشند، محل خرید پرجنب‌وجوشی است.
در مسیر سرکه‌چی نیز فروشگاه‌هایی برای دوربین، دوچرخه و لوازم‌التحریر وجود دارد.

## غذا

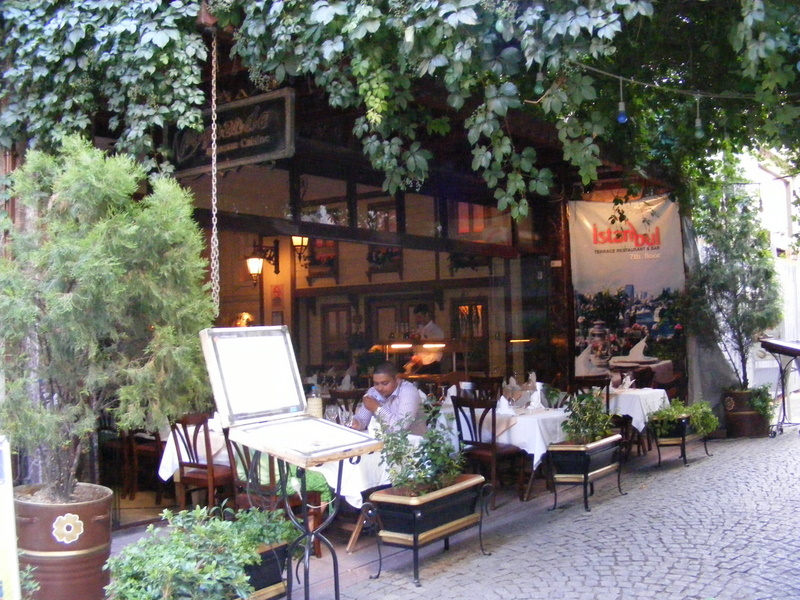
رستورانی در امین‌اونو

امین‌اونو به‌خاطر ساندویچ ماهی کبابی معروفی که از قایق‌های لنگر انداخته در کنار پل گالاتا عرضه می‌شد، شهرت داشت. با وجود تلاش مقام‌ها برای جمع‌آوری آن‌ها، تا سال ۲۰۲۲ هنوز سه قایق باقی مانده‌ بودند.

## در فرهنگ عامه
چند فیلم با صحنه‌هایی در امین‌اونو ساخته شده‌اند:
اسکای‌فال (۲۰۱۲)
تیکن ۲ (۲۰۱۲)
آرگو (فیلم ۲۰۱۲)

## افراد شناخته‌شده
اونور آیدین (بازیکن فوتبال) (زادهٔ ۱۹۸۸)، فوتبالیست

## نگارخانه

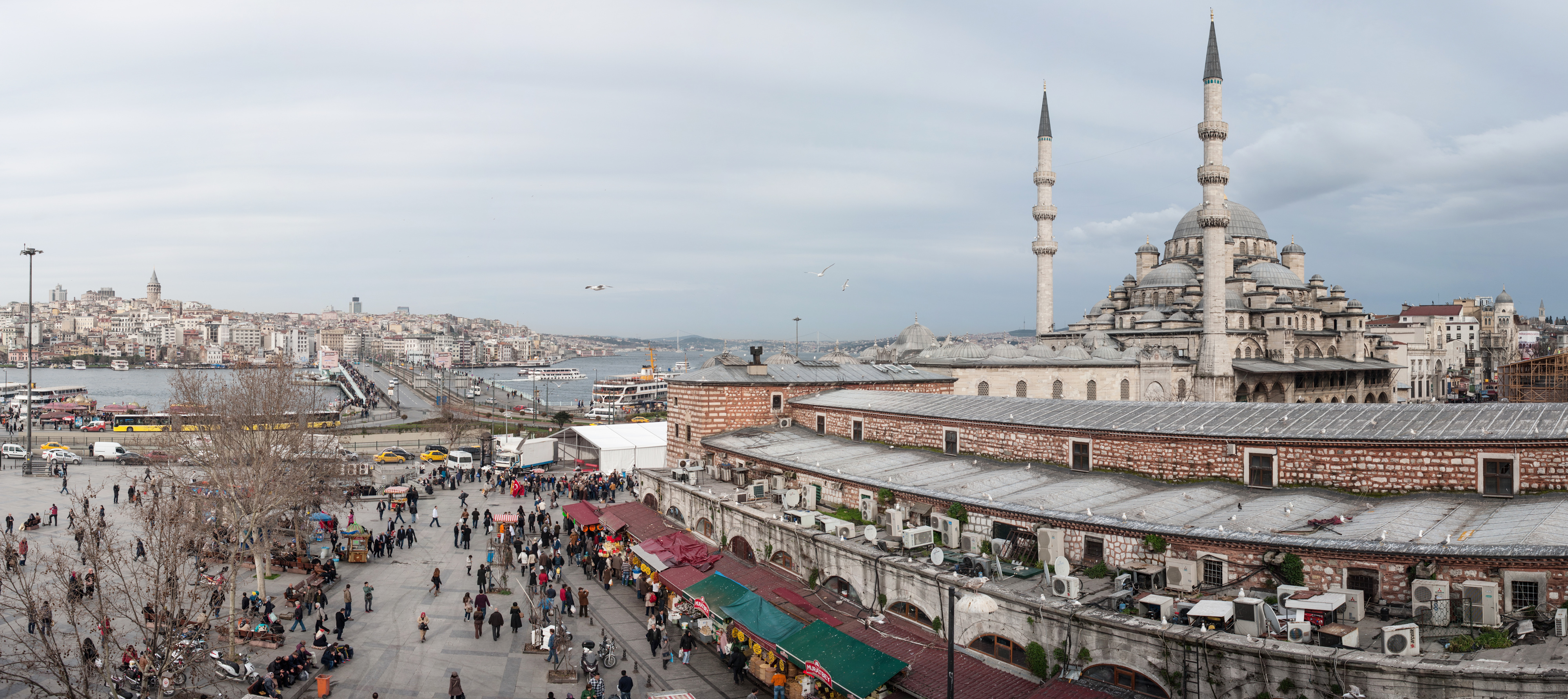
نمایی سراسرنما از امین‌اونو و مسجد جدید